# Киев-Вега
Киев-Вега — советский миниатюрный фотоаппарат, прототипом для которого послужила модель «Minolta-16». С негативов размером 10×14 мм могли быть получены вполне удовлетворительные отпечатки размера 6×8,5 см.

## Технические данные
- Плёнка: фотоаппарат заряжается 16-мм плёнкой длиной 45 см в специальной пластмассовой кассете, на которой помещалось 20 кадров размером 10×14 мм. Обратная перемотка плёнки не предусмотрена, так как кассета состоит из двух неотделяемых частей — подающей и приёмной.
- Объектив: «Индустар-М», просветлённый, жёстковстроенный, относительное отверстие 1:3,5, фокусное расстояние 23 мм. Объектив сфокусирован на гиперфокальное расстояние.

Передняя граница резко изображаемого пространства смещается следующим образом:
| Диафрагма | Начало зоны резкости (м) | Конец зоны резкости (м) |
| --------- | ------------------------ | ----------------------- |
| 3,5       | 3,3                      | 9,9                     |
| 4         | 3,2                      | 11,5                    |
| 5,6       | 2,8                      | ∞                       |
| 8         | 2,3                      | ∞                       |
| 11        | 1,9                      | ∞                       |

- Диафрагма двухлепестковая. Смещением лепестков относительно друг друга изменяется размер квадратного отверстия диафрагмы. Управление — кольцом, выведенным на боковую стенку камеры.
- Затвор: шторный, с горизонтальным движением металлических шторок. Расположен перед объективом. Затвор имеет постоянную щель, длительность выдержки регулируется изменением скорости движения шторок. Возможна отработка только трёх выдержек — 1/30, 1/60 и 1/200 секунды. Взвод затвора сблокирован с переводом плёнки и происходит при вдвигании и выдвигании собственно камеры из внешнего кожуха.
- Корпус — металлический. Все механизмы камеры собраны во внутреннем светонепроницаемом корпусе. Внешний съёмный алюминиевый кожух служит одновременно видоискателем, крышкой объектива, держателем светофильтров и органом управления (взвода затвора и перемотки плёнки).
- Фотоаппарат комплектовался мягким чехлом, темляком, красным и жёлтым светофильтрами в специальных рамках. В комплект входил диск для наиболее распространённого в те годы односпирального фотобачка.

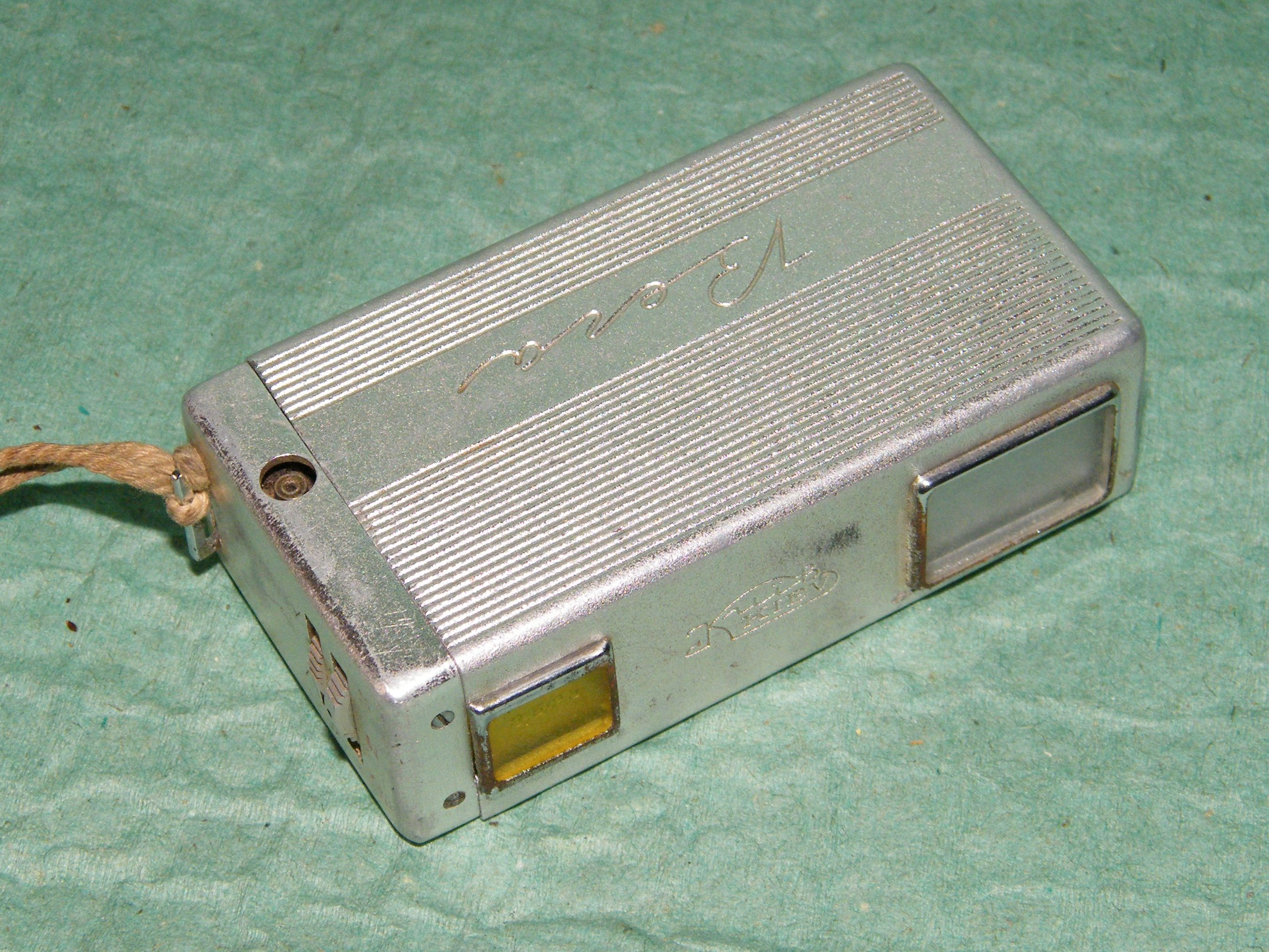
«Киев-Вега» в транспортном виде
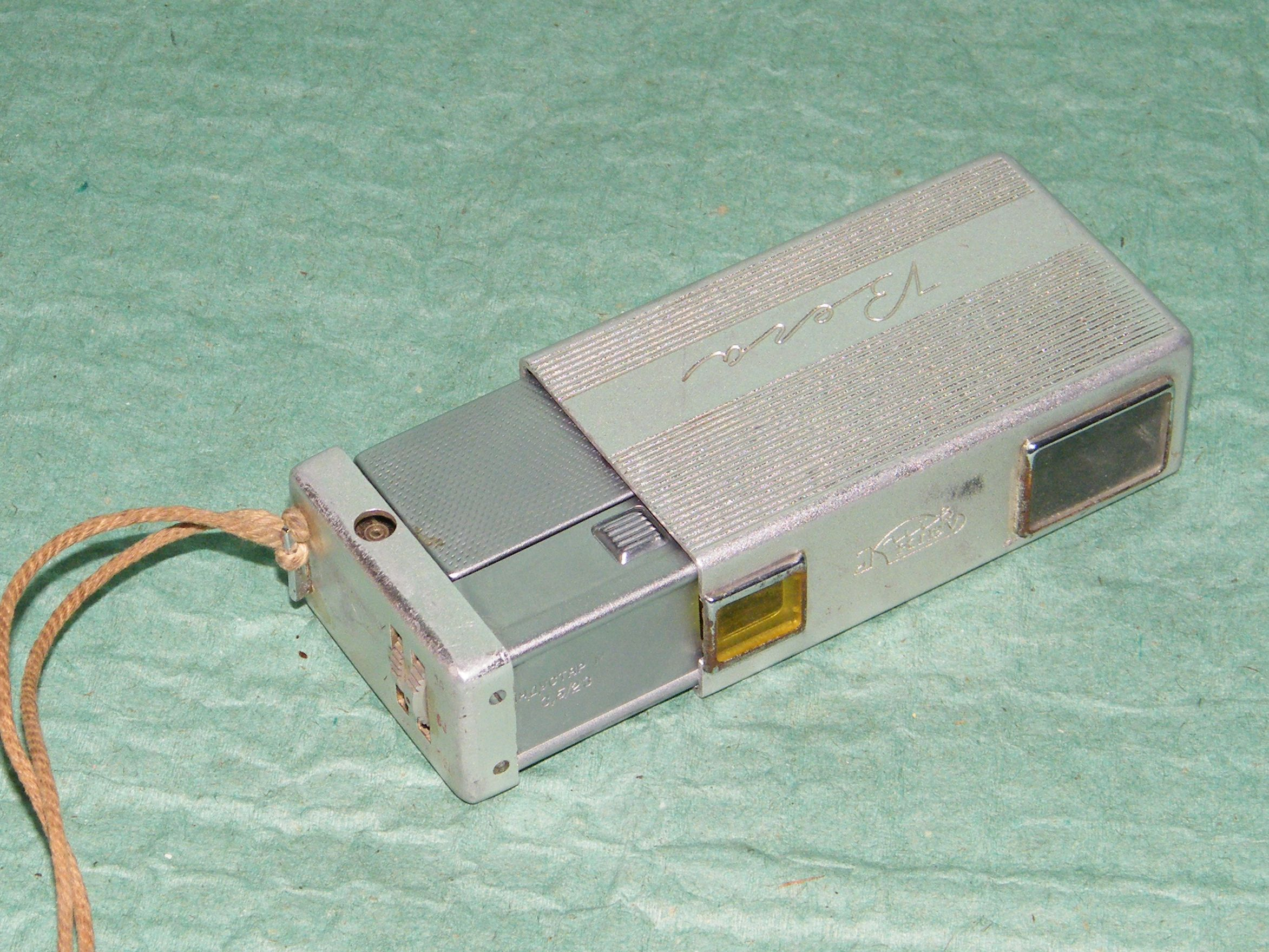
«Киев-Вега» в рабочем положении с надетым светофильтром
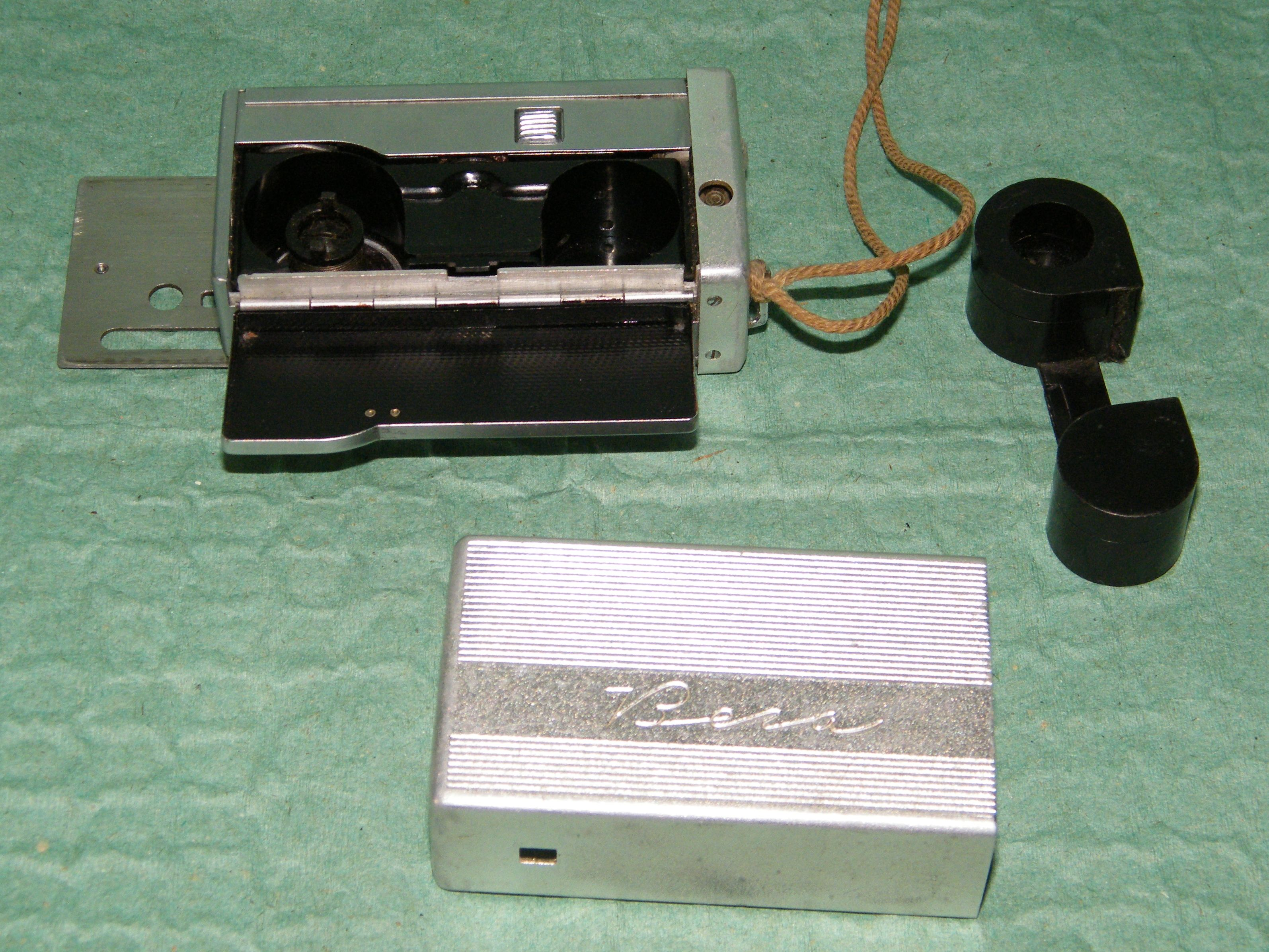
«Киев-Вега» в раскрытом виде
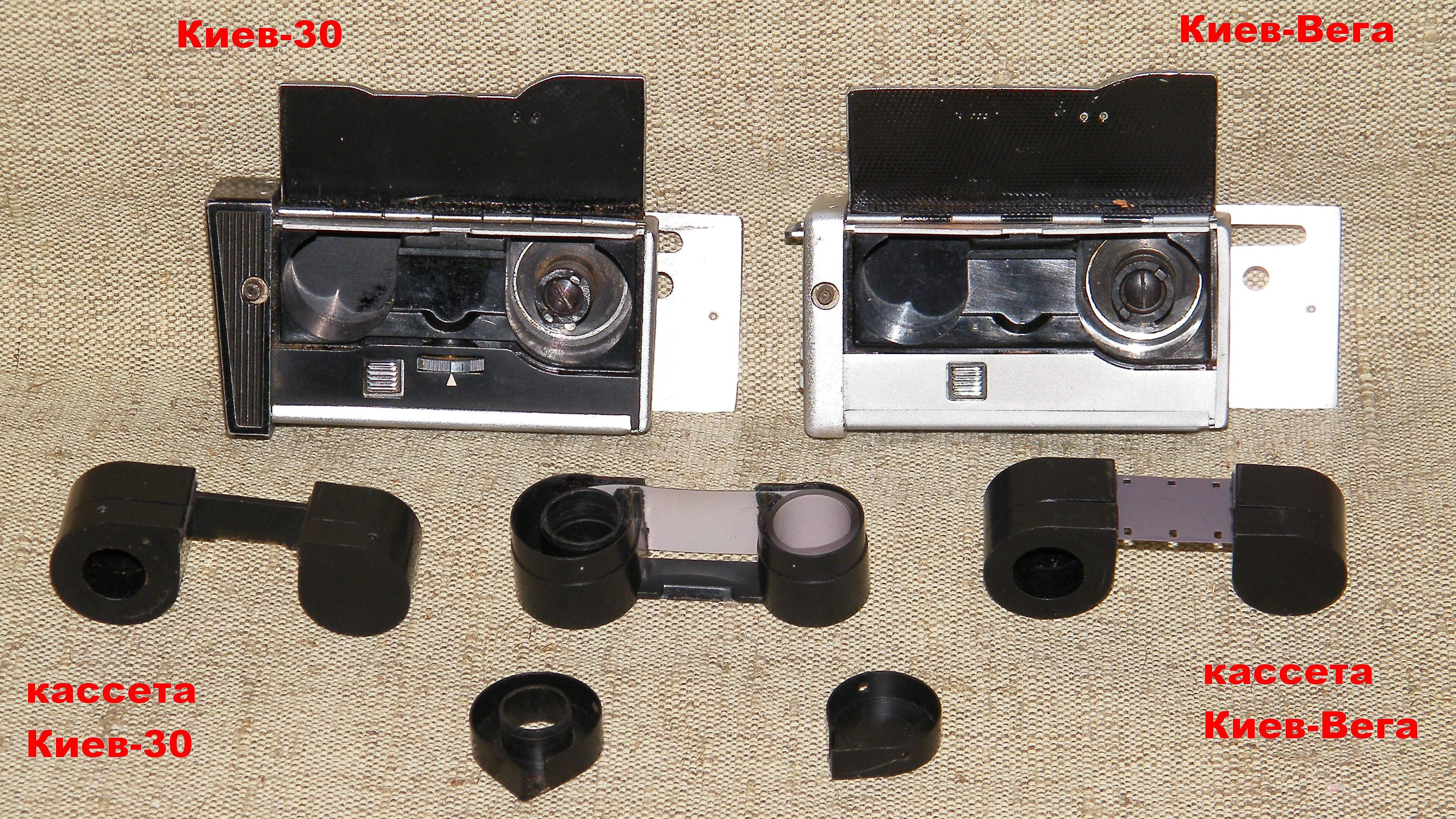
«Киев-30» и «Киев-Вега» с кассетами

## Последующие модели
На базе камеры «Киев-Вега» выпускались фотоаппараты «Вега-2», «Киев-30» и «Киев-303»:
- «Вега-2» — модификация фотоаппарата «Киев-Вега» с возможностью фокусировки объектива (шкальный фотоаппарат);
- «Киев-30» — модификация фотоаппарата «Вега-2» с увеличенным до 13×17 мм размером кадра. «Киев-30М» — вариант без синхроконтакта;
- «Киев-303» — модификация фотоаппарата «Киев-30» с изменённым дизайном, без синхроконтакта и внешним кожухом из пластмассы.

В этих фотоаппаратах применялась кассета с увеличенной ёмкостью (за счёт уменьшения диаметра вала бесфланцевой приёмной катушки с 12,5 мм до 11 мм). Соответственно, кассета увеличенной ёмкости не подходила к камерам «Киев-Вега», обратный вариант допустим.